# The Sound of ’65
The Sound of ’65 – album grupy Graham Bond Organisation nagrany od grudnia 1964 do lutego 1965 r. i wydany w 1965 r.

## Historia i charakter albumu
Po zwolnieniu z grupy Johna McLaughlina zastąpił go brytyjski jazzowy saksofonista Dick Heckstall-Smith. Grupa miała więc teraz dwóch saksofonistów, ale to zwalniało Bonda do poświęcenia się w większym stopniu grze na organach i śpiewie.
W 1964 r. zespół podpisał kontrakt w firmę EMI, wydał kilka singli i pod koniec roku przystąpił do nagrywania swojego pierwszego albumu. Album ten stał się kamieniem milowym w historii brytyjskiego rocka. Był on równocześnie całkowicie od odmienny od płyt np. The Rolling Stones czy The Animals. Przede wszystkim wyraźne jest zakorzenienie muzyków w jazzie i mniej jest ówczesnej rockowości.
Jack Bruce odważył się wreszcie grać także na harmonijce, chociaż podkreślał, że zdecydował się na to tylko dlatego, iż zmarł prawdziwy mistrz brytyjskiej harmonijki bluesowej Cyril Davies. Album ten zawiera pierwszy utwór, w którym zaśpiewał Bruce. Jest to „Traintime”, luźno oparty na utworze muzyka bluesmana nazwiskiem Forest City Joe, który został nagrany przez Alana Lomaxa.
Chociaż Jack Bruce skomponował dwa utwory na album, nie został wymieniony. Zamiast tego figuruje enigmatyczna nazwa Group (zespół) lub John Group. Pozwalało to wziąć Grahamowi więcej wynagrodzenia niżby się mu należało, gdyby wymienić indywidualnych twórców kompozycji.

## Muzycy
Graham Bond Organisation
- Graham Bond – organy, saksofon altowy, wokal prowadzący
- Dick Heckstall-Smith – saksofon tenorowy
- Jack Bruce – gitara basowa, wokal prowadzący (2, 11, 12) i towarzyszący (1, 4, 10)
- Ginger Baker – perkusja

Muzycy dodatkowi (8, 14)
- John Hockridge – trąbka
- Ian Hamer – trąbka
- niezidentyfikowany chórek żeński (13, 14)

## Spis utworów
| 1.  | Hoochie Coochie Man (Dixon)                 | 3:13  |
|     |                                             |       |
| 2.  | Baby Make Love to Me (Zespół/Godfrey)       | 1:52  |
|     |                                             |       |
| 3.  | Neighbour Neighbour (Valior)                | 2:40  |
|     |                                             |       |
| 4.  | Early in the Morning (Trad./Arr. zespół)    | 1:50  |
|     |                                             |       |
| 5.  | Spanish Blues (Bond)                        | 3:05  |
|     |                                             |       |
| 6.  | Oh Baby (Bond)                              | 2:42  |
|     |                                             |       |
| 7.  | Little Girl (Bond)                          | 2:15  |
|     |                                             |       |
| 8.  | I Want You (Bond)                           | 1:45  |
|     |                                             |       |
| 9.  | Wade in the Water (Trad./Arr. zespół/Getty) | 2:41  |
|     |                                             |       |
| 10. | Got My Mojo Working (Poster)                | 3:11  |
|     |                                             |       |
| 11. | Train Time (Zespół)                         | 2:24  |
|     |                                             |       |
| 12. | Baby Be Good to Me (Zespół/Godfrey)         | 2:35  |
|     |                                             |       |
| 13. | Half a Man (Bond)                           | 2:06  |
|     |                                             |       |
| 14. | Tammy (Evans/Livingston)                    | 2:49  |
|     |                                             |       |
|     |                                             | 35:08 |
|     |                                             |       |

## Opis płyty
- Producent – Robert Stigwood
- Nagranie – grudzień 1964-luty 1965
- Wydanie – luty 1965
- Czas – 35 min. 8 sek.
- Firma nagraniowa – EMI
- Numer katalogowy –
- Wznowienie: BGO Records (Beat Goes on Records)
- Wznowienie zawiera dwa albumy GBO: The Sound of ’65 i There’s a Bond Between Us
- Data – 1999
- Numer katalogowy – BGOCD500